# ポテ 840
ポテ 840
アエロ＝ディーンスト社のポテ 841（ミュンヘン・リーム空港にて、1968年）
- 用途：旅客機
- 製造者：
- 初飛行：1961年4月29日
- 生産数：8機

ポテ 840（Potez 840）は、1960年代のフランスの18名乗り4発旅客機である。本機は「ポテ」（Potez）の名称を持つ最後の機種であった。

## 開発
ポテ 840は、引き込み可能な首車輪式降着装置を持つ全金属製の片持ち式低翼単葉機であった。3名の搭乗員と乗客18名乗りのキャビンを持ち、各翼の前縁に各々2基の出力440shp（328kW）のチュルボメカ アスタゾウ II ターボプロップエンジンを搭載していた。1961年4月29日に試作初号機が初飛行し、より高出力の出力600shp（447kW）のチュルボメカ アスタゾウ XIIを搭載していた試作2号機は1962年6月に飛行し、この2号機は北アメリカへの販売ツアーを実施した。シカゴにあるターボ・フライト社（Turbo Flight Inc.）で25機を製造する計画があったが、これら以外にこの型は静止試験用の1機ともう1機が製造されただけで終わった。続いて製造された2機は、出力550shp（417kW）のプラット・アンド・ホイットニー・カナダ PT6A-6 エンジンを搭載したポテ 841と命名され、更に1965年と1967年に各1機ずつ改良型アスタゾウを搭載した機体が製造された。
ポテ 840は、アイルランド政府の財政援助を受けて同国のバルドネルにある工場で生産される予定であったが、この工場は1機も生産しないうちに1968年に閉鎖された。

## 派生型
ポテ 840
チュルボメカ アスタゾウ搭載型。4機製造。
ポテ 841
プラット・アンド・ホイットニー・カナダ PT6搭載型。2機製造。
ポテ 842
改良型チュルボメカ アスタゾウ搭載型。2機製造。

## 現存機
- 1機がパリのル・ブルジェ航空宇宙博物館に展示。
- 2号機の胴体がシェトランド諸島に残されている。この機体は、1981年にサンバラ空港で胴体着陸を行って破損した。後年になって胴体だけが回収されて現在地に移された[4]。

## 要目 (Potez 842)
出典: Janes's All The World's Aircraft 1965-66
諸元
- 乗員: 3名
- 定員: 18名
- 全長: 15.89m （52ft 1in）
- 全高: 5.19m （17ft 1⁄2in）
- 翼幅: 19.60m（64ft 4in）
- 翼面積: 35.0m2 （377ft2）
- 空虚重量: 5,430kg （11,970lb）
- 運用時重量: 8,900kg （19,620lb）
- 動力: チュルボメカ アスタゾウ X ターボプロップエンジン、477kW （640hp）   × 4

性能
- 最大速度: [6]500km/h  310mph
- 巡航速度: [7]500km/h  311mph
- 航続距離: 3,000km  1,865miles
- 実用上昇限度: 8,000m （26,000ft）
- 上昇率: 10.5m/s （2,065ft/min）